# تلوریم یدید
تلوریم یدید (به انگلیسی: Tellurium iodide) با فرمول شیمیایی TeI یک ترکیب شیمیایی است. شکل ظاهری این ترکیب، جامد خاکستری است.